# Calcio ai XVII Giochi panamericani - Torneo maschile

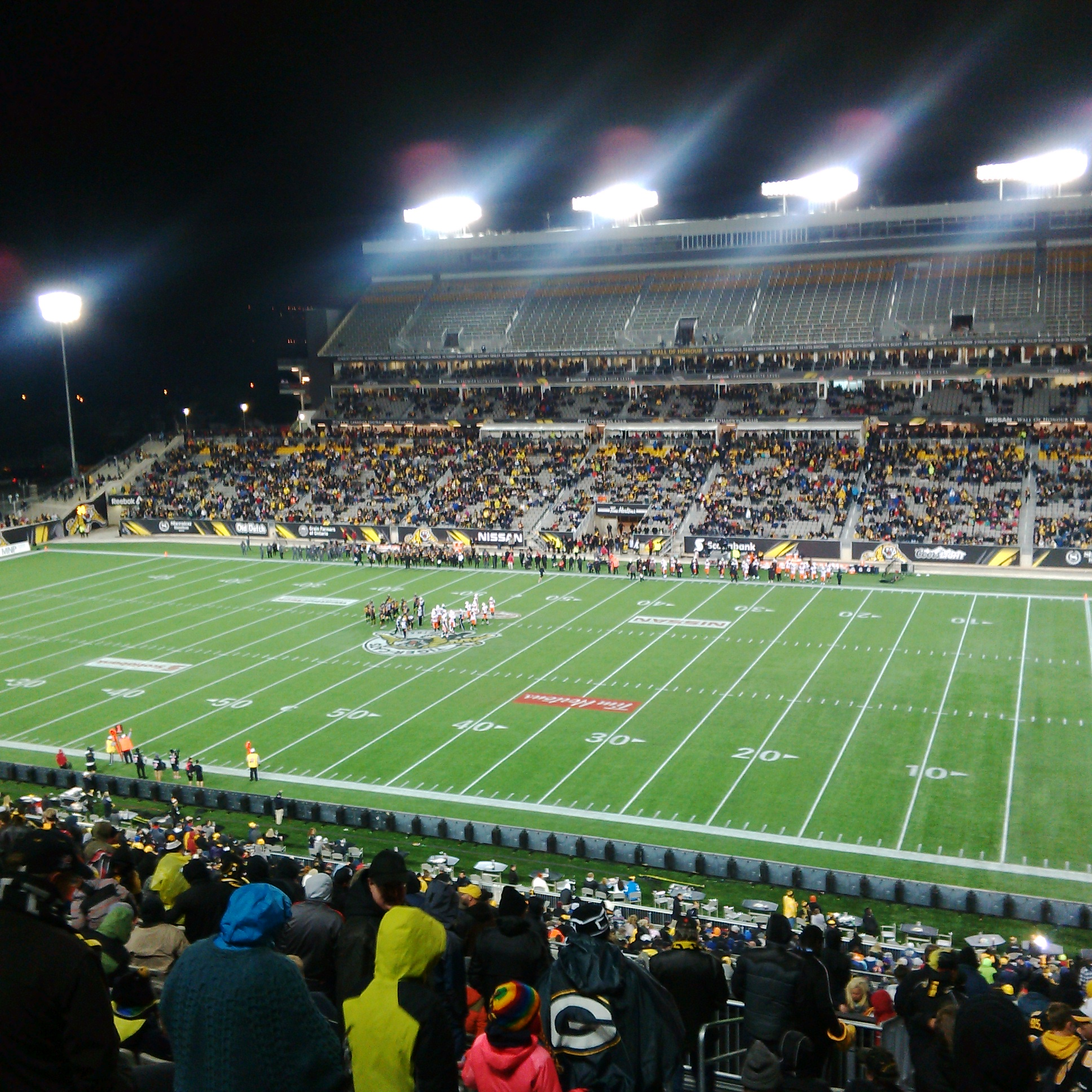
L'Hamilton Pan Am Soccer Stadium di Hamilton ospiterà gli incontri di calcio.

La diciassettesima edizione del torneo di calcio ai Giochi panamericani si è svolto ad Hamilton, nelle vicinanze di Toronto, in Canada, dal 12 al 26 luglio 2015. Al torneo hanno partecipato otto nazionali under-22. Oltre a Canada e Messico, ammesse al torneo in qualità di paese ospitante e squadra campione in carica, hanno partecipato le ultime quattro classificate dell'esagonale finale del Campionato sudamericano di calcio under-20 del 2015 (sono escluse quindi Argentina e Colombia che arrivarono ai primi due posti)), Trinidad e Tobago come vincitrice della zona caraibica delle qualificazioni al Campionato under-20 della Concacaf del 2015 e Panama, vincitrice nelle qualificazioni per la stessa competizione organizzata dalla CONCACAF.

## Partecipanti
| CONCACAF                    | CONMEBOL                                  |
| --------------------------- | ----------------------------------------- |
| Brasile Canada Messico Perù | Panama Paraguay Trinidad e Tobago Uruguay |

## Prima fase

### Girone A
| Squadra | P | G | V | N | S | GF | GS | DR |
| ------- | - | - | - | - | - | -- | -- | -- |
| Brasile | 7 | 3 | 2 | 1 | 0 | 11 | 4  | +7 |
| Panama  | 5 | 3 | 1 | 2 | 0 | 5  | 4  | +1 |
| Perù    | 3 | 3 | 1 | 0 | 2 | 3  | 6  | -3 |
| Canada  | 1 | 3 | 0 | 1 | 2 | 1  | 6  | -5 |

#### Risultati
| Arbitro: | Solis |

|                  |           |               |
| Aguilar 45’, 47’ | Marcatori | 54’ Maldonado |

| Arbitro: | Peñaloza |

|             |           |                                            |
| Babouli 45’ | Marcatori | 7’ Luciano 54’ Clayton 38’ Rômulo 87’ Erik |

| Arbitro: | Castro |

|                                         |           |  |
| Luan 3’ Clayton 20’ Rômulo 26’ Dodô 30’ | Marcatori |  |

| Hamilton 16 luglio 2015 | Panama   | 0 – 0 referto | Canada | Tim Hortons Field\| Arbitro: \| Legister \| |
| Arbitro:                | Legister |               |        |                                             |

| Arbitro: | Peñaloza |

|                             |           |                                   |
| Luciano 24’ 25’ Clayton 37’ | Marcatori | 40’ 51’ Aguilar 56’ (rig. Escobar |

| Arbitro: | Skeete |

|  |           |                            |
|  | Marcatori | 12’ Rodas 68’ (Aut.) James |

### Girone B
| Squadra           | P | G | V | N | S | GF | GS | DR  |
| ----------------- | - | - | - | - | - | -- | -- | --- |
| Messico           | 7 | 3 | 2 | 1 | 0 | 6  | 3  | +3  |
| Uruguay           | 6 | 3 | 2 | 0 | 1 | 5  | 1  | +4  |
| Paraguay          | 4 | 3 | 1 | 1 | 1 | 6  | 3  | +3  |
| Trinidad e Tobago | 0 | 3 | 0 | 0 | 3 | 3  | 13 | -10 |

#### Risultati
| Arbitro: | Reyna |

|                                                   |           |  |
| Formiliano 7’ Ricca 20’ Albarracin 31’ Lozano 70’ | Marcatori |  |

| Arbitro: | Bourdeau |

|             |           |            |
| Cardozo 72’ | Marcatori | 15’ Zúñiga |

| Arbitro: | Brea |

|  |           |             |
|  | Marcatori | 90+1’ Silva |

| Arbitro: | Santos |

|                                                    |           |            |
| Ferreira 63’ 71’ Ramírez 65’ Alegre 76’ Aranda 79’ | Marcatori | 53’ García |

| Arbitro: | Moore |

|                   |           |                                                    |
| John 7’ Henry 39’ | Marcatori | 60’ Espericueta 68’ Alvarez 90’ Bueno 90+3’ Zúñiga |

| Arbitro: | Reyna |

|  |           |               |
|  | Marcatori | 52’ Gorriaran |

## Fase finale
|  | Semifinali | Semifinali | Semifinali |         |         | Finale 1º posto | Finale 1º posto | Finale 1º posto |  |
|  |            |            |            |         |         |                 |                 |                 |  |
|  | Brasile    | Brasile    | 1          |         |         |                 |                 |                 |  |
|  | Brasile    | Brasile    | 1          |         |         |                 |                 |                 |  |
|  | Uruguay    | Uruguay    | 2          |         |         |                 |                 |                 |  |
|  | Uruguay    | Uruguay    | 2          |         | Uruguay | Uruguay         | 1               |                 |  |
|  |            |            |            |         | Uruguay | Uruguay         | 1               |                 |  |
|  |            |            | Messico    | Messico | 0       |                 |                 |                 |  |
|  | Messico    | Messico    | Messico    | Messico | 0       | 2               |                 |                 |  |
|  | Messico    | Messico    |            |         |         | 2               |                 |                 |  |
|  | Panama     | Panama     | 1          |         |         | Finale 3º posto | Finale 3º posto | Finale 3º posto |  |
|  | Panama     | Panama     | 1          |         |         |                 |                 |                 |  |
|  |            |            |            |         |         |                 |                 |                 |  |
|  |            |            |            |         |         | Brasile         | Brasile         | 3               |  |
|  |            |            |            |         |         | Brasile         | Brasile         | 3               |  |
|  |            |            |            |         |         | Panama          | Panama          | 1               |  |

### Semifinali
| Arbitro: | Peñaloza |

|             |           |                         |
| Clayton 75’ | Marcatori | 86’ Schetino 87’ Santos |

| Arbitro: | Santos |

|                          |           |           |
| Zaldívar 2’ Cisneros 61’ | Marcatori | 59’ Nuñez |

### Finale 3º-4º posto
| Arbitro: | Legister |

|                                    |           |             |
| Luciano 76’ (rig.) 115’ Piazòn 99’ | Marcatori | 45+2’ Nuñez |

### Finale 1º-2º posto
| Arbitro: | Reyna |

|            |           |  |
| Lozano 11’ | Marcatori |  |

## Podio
| 2º posto Messico | Campione panamericano di calcio maschile Uruguay 2º titolo | 3º posto Brasile |

## Marcatori
5 gol
- Luciano

4 gol
- Clayton

3 gol
- Jorman Aguilar

2 gol
- Rômulo
- Martín Zúñiga
- Fidel Escobar
- Josiel Núñez
- Sebastián Ferreira
- Brian Lozano